# روبين دريسكول
روبين دريسكول (بالإنجليزية: Robin Driscoll)‏ هو ممثل وكاتب تلفزيون بريطاني، عُرف لكتابته حلقات المُسلسل الشهير مستر بين. كممثل ظهر في حلقات بعض المسلسلات مثل فقط حمقى وخيول وغيرها.

## وصلات خارجية
- روبين دريسكول على موقع IMDb (الإنجليزية)
- روبين دريسكول على موقع ألو سيني (الفرنسية)
- روبين دريسكول على موقع أول موفي (الإنجليزية)
- روبين دريسكول على موقع قاعدة بيانات الأفلام السويدية (السويدية)
- روبين دريسكول على موقع قاعدة بيانات الفيلم (الإنجليزية)
- روبين دريسكول على موقع كينوبويسك (الروسية)